# Municipio de Indian
El municipio de Indian (en inglés: Indian Township) es un municipio ubicado en el condado de Pike en el estado estadounidense de Misuri. En el año 2010 tenía una población de 773 habitantes y una densidad poblacional de 6,67 personas por km².

## Geografía
El municipio de Indian se encuentra ubicado en las coordenadas 39°16′16″N 91°22′19″O / 39.27111, -91.37194. Según la Oficina del Censo de los Estados Unidos, el municipio tiene una superficie total de 115.85 km², de la cual 115,26 km² corresponden a tierra firme y (0,51 %) 0,59 km² es agua.

## Demografía
Según el censo de 2010, había 773 personas residiendo en el municipio de Indian. La densidad de población era de 6,67 hab./km². De los 773 habitantes, el municipio de Indian estaba compuesto por el 98,45 % blancos, el 0,26 % eran afroamericanos, el 0,13 % eran amerindios, el 0,39 % eran asiáticos y el 0,78 % eran de una mezcla de razas. Del total de la población el 0,26 % eran hispanos o latinos de cualquier raza.